# Verstromungsgesetz
Die Verstromungsgesetze sind deutsche Gesetze, die im Wesentlichen dem deutschen und europäischen Steinkohlebergbau eine Planungssicherheit verschaffen und den deutschen Energiemarkt vor einer Abhängigkeit vom Weltmarkt schützen sollten. Durch sie wurde unter anderem der Bau von Steinkohlekraftwerken gefördert. Sie wurden ab 1965 erlassen und waren auch die gesetzliche Grundlage für den Jahrhundertvertrag und Kohlepfennig.

## Übersicht
1. Gesetz zur Förderung der Verwendung von Steinkohle in Kraftwerken
2. Gesetz zur Sicherung des Steinkohleneinsatzes in der Elektrizitätswirtschaft vom 23. November 1966
3. Drittes Verstromungsgesetz vom 13. Dezember 1974
4. Erste Novelle vom 29. März 1976
5. Zweite Novelle vom 24. Dezember 1977
6. Gesetz zur Sicherung des Einsatzes von Steinkohle in der Verstromung und zur Änderung des Atomgesetzes und des Stromeinspeisungsgesetzes
7. Steinkohlebeihilfengesetz